# George Lascelles, VII conte di Harewood
George Henry Hubert Lascelles, VII conte di Harewood (Londra, 7 febbraio 1923 – Harewood, 11 luglio 2011) è stato un nobile e direttore artistico britannico.
Nipote di Giorgio V e primo cugino di Elisabetta II, al momento della nascita era sesto in linea di successione, in quanto primogenito di Henry Lascelles, VI conte di Harewood e Mary, principessa reale. Successe al padre come Conte di Harewood nel 1947 e nel 1967 divenne il primo membro della famiglia reale britannica a divorziare.

## Biografia
Primogenito di George Lascelles e Mary, Principessa Reale, George Henry Hubert Lascelles nacque a Chesterfield House, Westminster, e fu battezzato a Goldsborough il 25 marzo 1923. Dopo la morte del nonno nel 1929, ottenne il titolo di Visconte Lascelles. Nel 1937 fu paggio d'onore all'Incoronazione di re Giorgio VI e della regina Elisabetta. Crebbe ad Harewood House e studiò alla Ludgrove School, all'Eton College e al King's College dell'Università di Cambridge; dovette tuttavia interrompere gli studi a causa dello scoppio della seconda guerra mondiale. 
Si arruolò nel British Army e si unì alle Grenadier Guards come secondo tenente nel 1942. Combatté in Nordafrica e in Italia, venendo ferito a catturato nei pressi del Gran Sasso il 18 giugno 1944; rimase prigioniero di guerra all'Oflag IV-C fino al maggio 1945; in quanto nipote del re del Regno Unito, fu uno dei prigionieri di più alto profilo nelle mani dei nazisti. Nel marzo 1945 Hitler firmò la sua condanna a morte ma Gottlob Berger, sapendo che la guerra era ormai persa, rifiutò di eseguire l'ordine e consegnò il visconte agli svizzeri. Al termine del conflitto, Lascelles fu congedato dall'esercito con il grado di capitano. Immediatamente dopo la guerra fece da aiutante di campo al prozio, Alessandro di Teck. Tra il 1945 e il 1951 fu Consigliere di Stato. Il 23 maggio 1947 successe al padre come VIII conte di Harewood. Il 7 febbraio 1956 sedette per la prima volta alla Camera dei lord, di cui fu membro finché l'House of Lords Act 1999 non lo privò del diritto.
Grande appassionato di musica classica, Lascelles si dedicò all'amministrazione delle arti e, in particolare, del teatro. Fu il direttore della Royal Opera House dal 1951 al 1953 e poi ancora dal 1969 al 1972. Fu presidente del consiglio di amministrazione dell'English National Opera dal 1986 al 1995, di cui fu anche managing director dal 1972 al 1985. Nel corso della sua carriera fu anche direttore artistico dell'Edinburgh International Festival e dell'Adelaide Festival. Fu anche governor della BBC tra il 1985 al 1987 e presidente del British Board of Film Classification dal 1985 al 1996. Interessato anche al calcio, fu il presidente del Leeds United Football Club per cinquant'anni, dal 1961 alla morte, nonché presidente di The Football Association dal 1963 al 1972.
Morì ad Harewood House nel 2011 all'età di 88 anni.

## Vita privata
Il 29 settembre 1949 sposò Marion Stein, pianista e figlia del direttore d'orchestra Erwin Stein. A causa della sua posizione nella linea di successione, il suo matrimonio doveva essere approvato da Giorgio VI a seguito del Royal Marriages Act 1772; nonostante le obiezioni di Maria di Teck, Lord Harewood ottenne il permesso di sposarsi. In occasione del matrimonio, Benjamin Britten compose l'inno "Amo Ergo Sum". Ebbero tre figli:
- David Lascelles, VIII conte di Harewood (1950- )
- James Edward Lascelles (1953 - )
- Robert Jeremy Hugh Lascelles (1955 - )

Il matrimonio terminò con il divorzio nel 1967, a seguito della relazione adulterina di Lascelles con la violinista australiana Patricia "Bambi" Tuckwell, che diede alla luce un figlio nel 1964. Il divorzio di un membro della famiglia reale fu un enorme scandalo all'epoca e la coppia fu ostracizzata per anni dall'alta società e l'aristocrazia, anche dopo il matrimonio tra i due il 31 luglio 1967 a New Canaan. I due dovettero sposarsi all'estero, dato che il Royal Marriages Act impediva la registrazione del matrimonio nel Regno Unito.